# Kasteel Horn

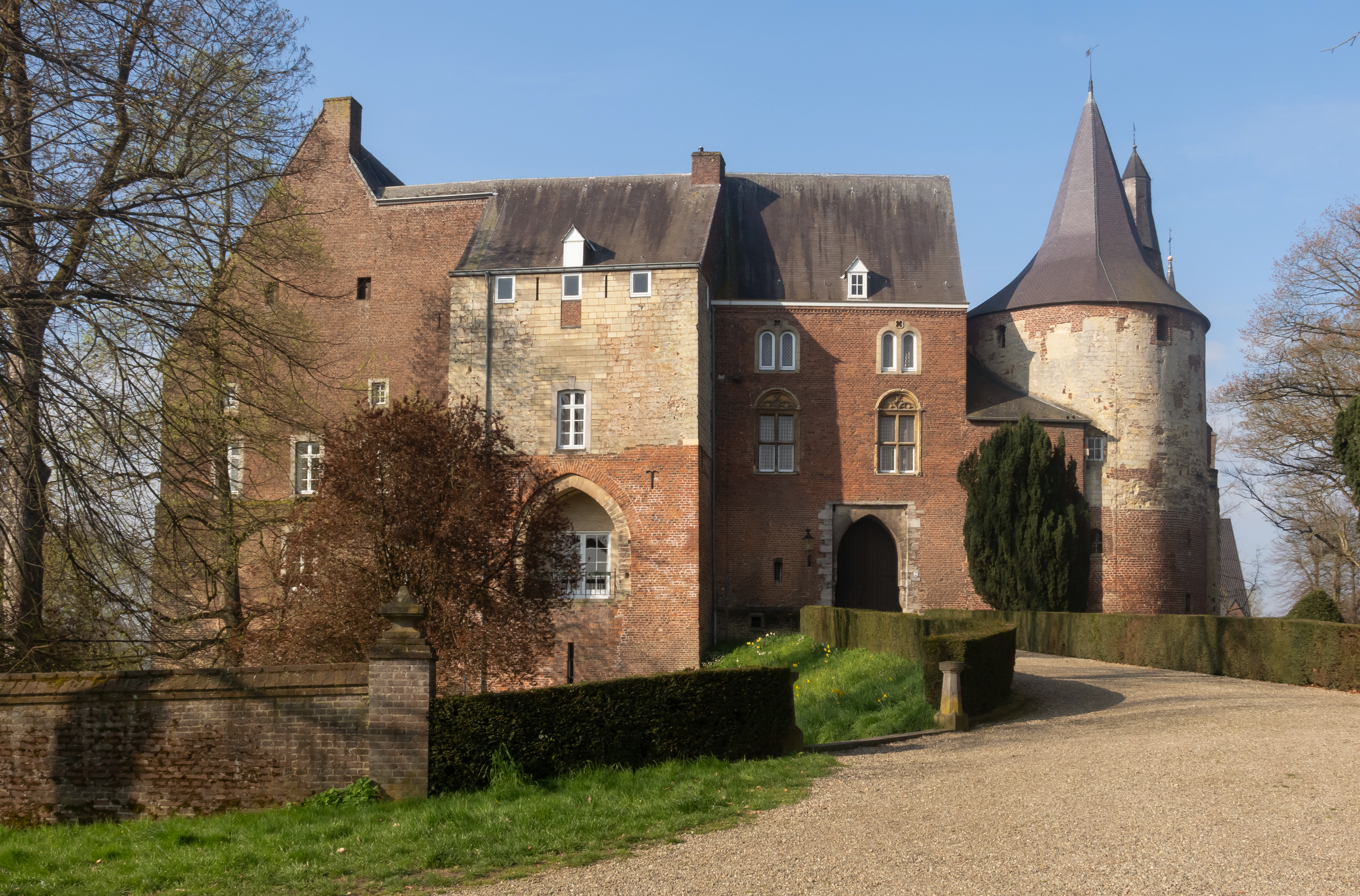
Kasteel Horn te Horn

Kasteel Horn is een middeleeuwse ringburcht, gelegen aan de rand van het gelijknamige dorp Horn in Midden-Limburg.

## Beschrijving van het kasteel

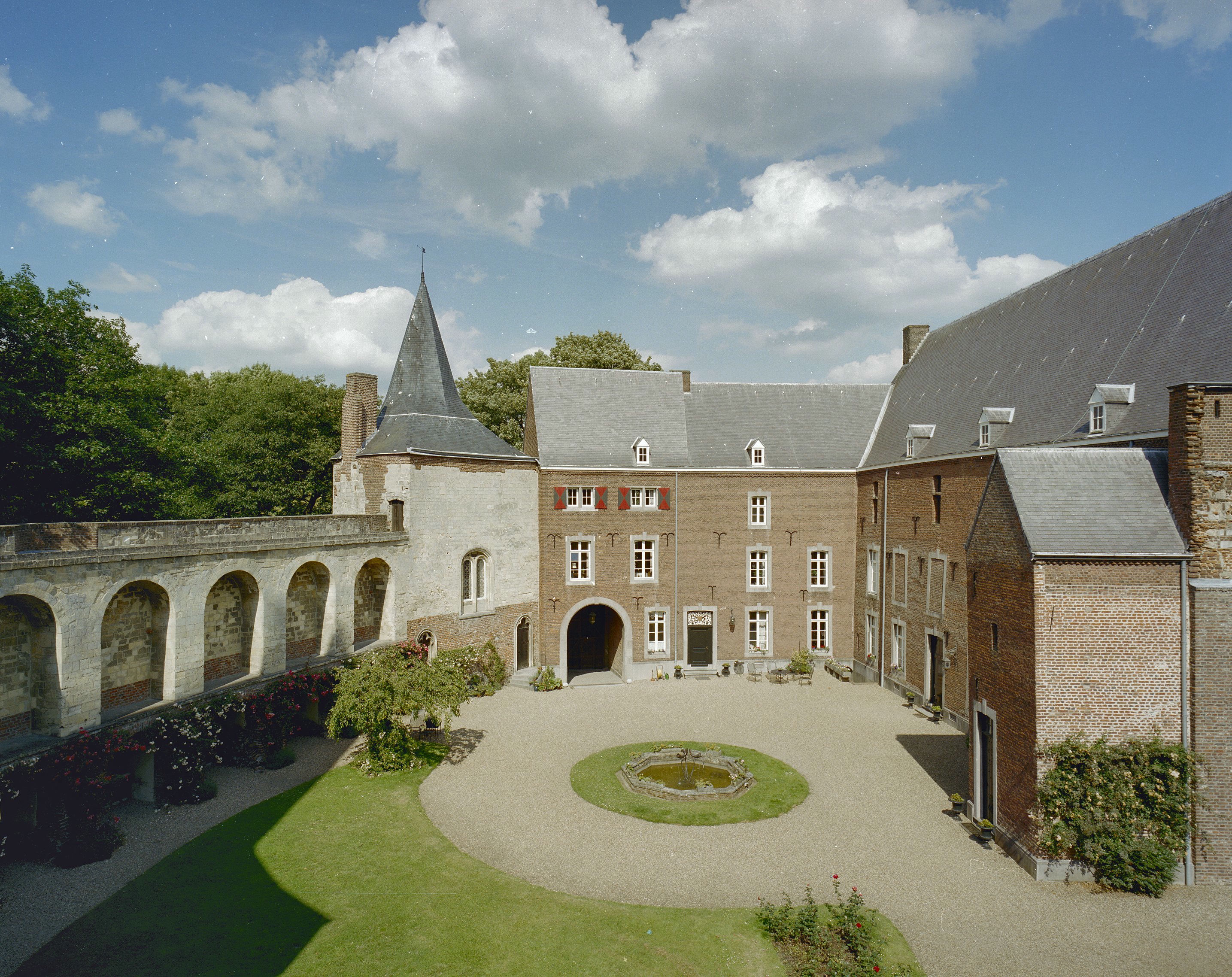
De binnenplaats met de noordtoren

De oprit leidt tot het poortgebouw met zadeldak. Noordwestelijk zit aan het poortgebouw een halfronde toren met puntdak vast. Van deze toren leidt in westelijke richting een kromme muur naar de tweede halfronde toren met puntdak. Van deze toren leidt een eveneens kromme muur naar de zuidpunt van de burcht. De kromme muren geven de burcht een min of meer ovale grondslag.
Van de zuidpunt loopt een rechte muur oostnoordoostwaarts naar de zuidvleugel van het hoofdgebouw, waarin de grote zaal is. De zuidvleugel heeft een zadeldak. Noordelijk hieraan vast zit het voormalig poortgebouw met zadeldak, dat tegenwoordig in gebruik is als woonruimte. Hieraan vast zit het eigenlijke poortgebouw.
Rond het kasteel ligt een in landschapsstijl aangelegd park, Buitenplaats Kasteel Horn. In dit park liggen behalve het kasteel een 19e-eeuwse U-vormige kasteelboerderij, een varkensstal, een dienstwoning met schuur, een grote schuur en een remise, alle oorspronkelijk bij het kasteel behorend. Het park en de gebouwen zijn Rijksmonument; het park is vrij toegankelijk.

## Verbouwingen

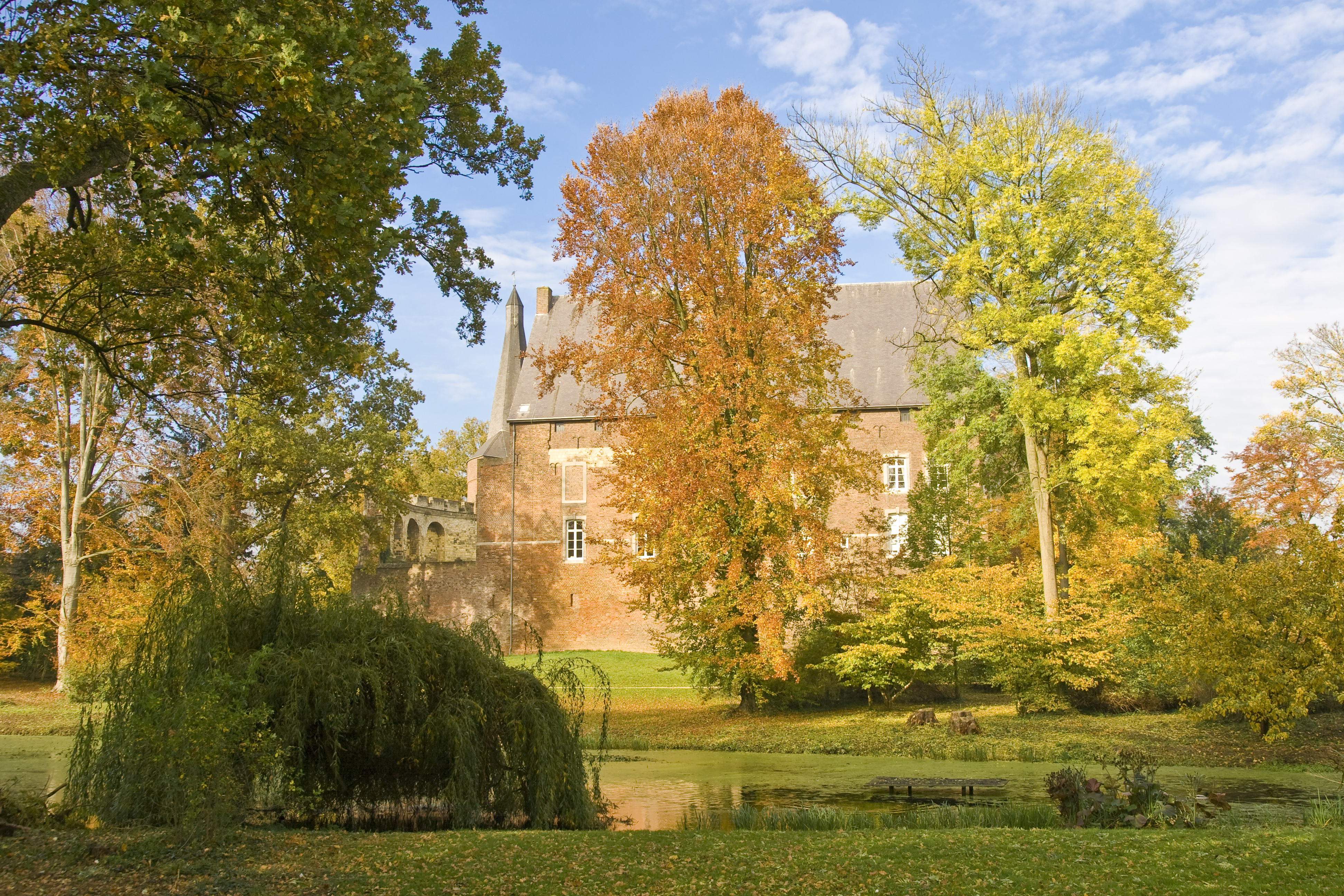
Het kasteel in de herfst

Oorspronkelijk had de burcht vier halfronde torens, een woongebouw en een poortgebouw, verbonden door de ringmuur. De ringmuur werd in de 13e eeuw verhoogd met een uit mergelsteen opgetrokken tweede weergang met bogen en voorzien van arkeltorentjes en steunberen. Tevens werden het poortgebouw en de torens verhoogd.
In het begin van de 15e eeuw verdwenen twee van de vier torens en een deel van de ringmuur omdat het woongebouw werd vergroot. Ook werd het oude poortgebouw verbouwd tot woonruimte. Aan de noordwestkant van het oude poortgebouw werd een nieuw poortgebouw gebouwd. Woonruimte en poortgebouwen vormden nu een L-vormig gebouw.

## Ligging, herkomst van de naam
Kasteel Horn is een van de oudste, nog intacte ringburchten in Nederland. Het is gebouwd op een natuurlijke verhoging, oorspronkelijk vlak bij de Maas. De naam Horn, en haar alternatieve spellingen Horne, Hurnen en Hornin, stammen af van het Germaanse Hornjôn, dat heuvel of hoek in een moerassig land betekent.
De Maas was een natuurlijke barrière tussen Horn en het aan de andere kant van de Maas gelegen Roermond. In 1342 ging de Maas echter een stuk oostelijker stromen waardoor Kasteel Horn afhankelijker werd van zijn eigen slotgracht ter verdediging.

## Geschiedenis en bewoners

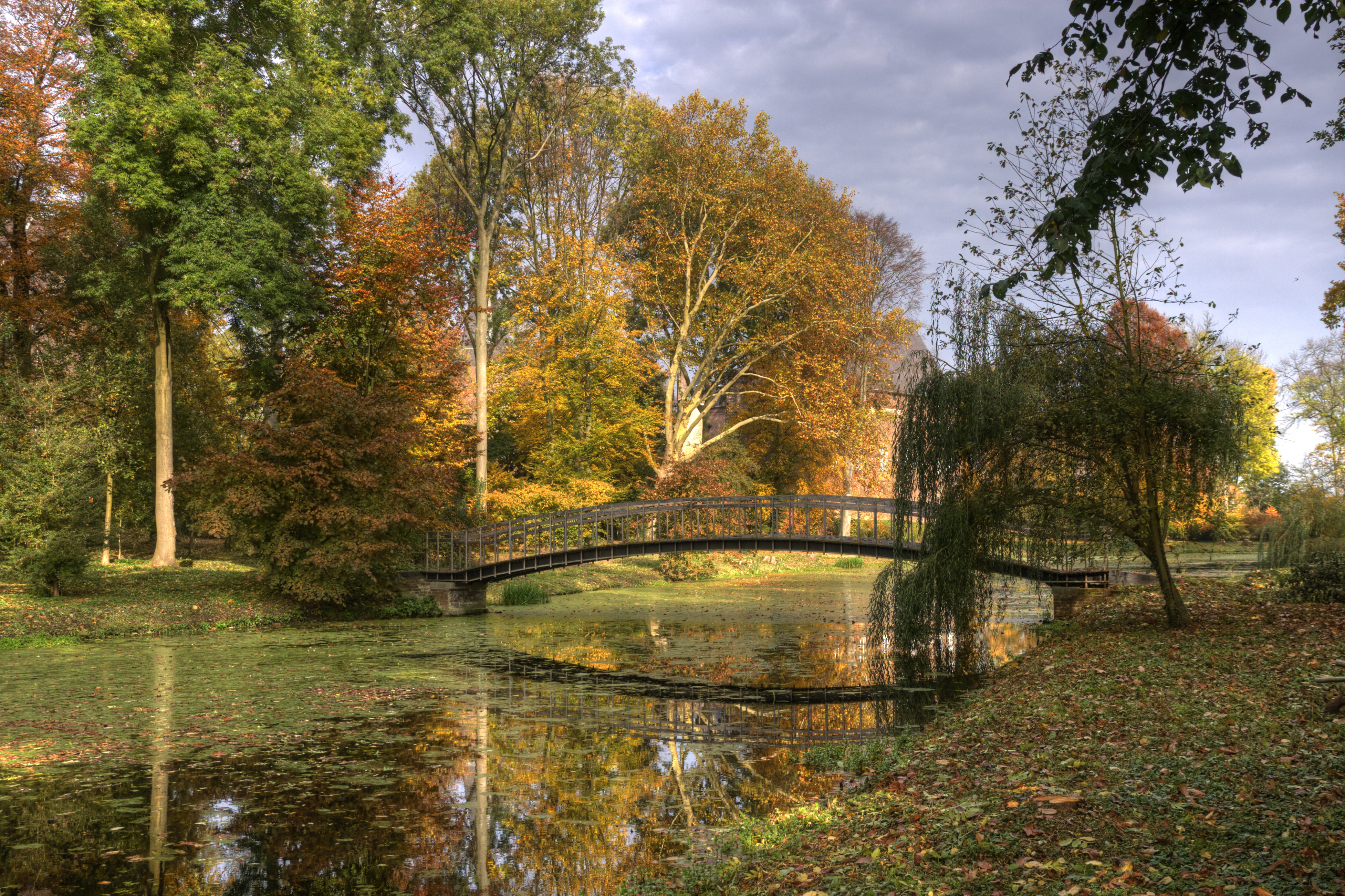
Het park rond het kasteel

Het kasteel dateert vermoedelijk uit de 10e of 11e eeuw en was oorspronkelijk in handen van roofridders die inkomen verkregen door tolheffing op verkeer op de drukbevaren Maas. De oudst vermelde heerser van het gebied rondom het dorp Horn is Engelbert van Horn, zoon van Dirk van Horn. Het kasteel wordt voor het eerst vermeld in een brief uit 1243. Daarin staat dat Willem, Heer van Horn en Altena, het kasteel en het nabijgelegen dorp in leen heeft gekregen van de graaf van Loon.
Doordat de Maas haar loop wijzigde kwam het kasteel zo ver van de Maas te liggen dat de mogelijkheid om tol te heffen verdween. Willem I van Horn verliet het kasteel en vestigde zich in Die Haeghe, de latere Aldenborgh, in Weert.
Toen Jacob I van Horn in 1450 zijn graaftitel kreeg werd het kasteel het middelpunt en het bestuurlijk centrum van het graafschap Horne, een zelfstandige ministaat. De laatste graaf in de dynastie Van Horne was Filips van Montmorency. Hij werd door Filips II in 1568, samen met graaf Lamoraal van Egmont op de Grote Markt van Brussel onthoofd, hetgeen het startsein zou worden voor de Nederlandse Opstand tegen de Spaanse overheersers van de Nederlanden.
Kasteel Horn werd sinds het midden van de dertiende eeuw bewoond door een rentmeester omdat de familie Van Horne meestal in Kasteel Nijenborgh in Weert verbleef. In 1798 werd het kasteel verkocht aan Marcel-Gérard Magnée uit Luik. Familie Magnée is nog steeds eigenaar. 
Op 6 juli 1948 ontstond tijdens loodgieterswerkzaamheden een grote brand in het woongedeelte. Tussen 1954 en 1957 werd gerestaureerd en o.a. de grote zaal teruggebracht tot hoe hij in de 15de eeuw was. Het kasteel wordt nog steeds bewoond door de familie Magnée, zich in verband met hun bezit ook wel Magnée de Horn noemend.